# Chrysiptera rollandi
Chrysiptera rollandi là một loài cá biển thuộc chi Chrysiptera trong họ Cá thia. Loài này được mô tả lần đầu tiên vào năm 1961.

## Từ nguyên
Từ định danh rollandi được đặt theo tên của Jean Rolland (1933 – 2018), theo mong muốn của René Catala, người sáng lập Thủy cung Nouméa (Aquarium de Nouméa, sau đổi thành Aquarium des Lagons) tại Nouvelle-Calédonie, cũng là nơi thu thập mẫu định danh của loài cá này và chính Catala đã gửi nó cho tác giả Gilbert Percy Whitley. Về phía Rolland, ông là một thợ hàn, cũng là nhà tự nhiên học nghiệp dư và là tình nguyện viên trong những ngày đầu thành lập Thủy cung Nouméa.

## Phạm vi phân bố và môi trường sống
Từ biển Andaman, phạm vi của C. rollandi trải dài về phía đông đến vùng biển các nước Đông Nam Á và các đảo quốc thuộc Melanesia, xa về phía nam đến Tonga, Nouvelle-Calédonie và rạn san hô Great Barrier. Tuy nhiên, kết quả phân tích DNA cho thấy, C. rollandi là một phức hợp loài có thể được chia ít nhất thành ba quần thể loài hợp lệ, lần lượt được phân bố tại biển Andaman (1), Nouvelle-Calédonie và khu vực phía nam biển San Hô (2), và phần còn lại Đông Nam Á và Úc (3). Ở Việt Nam, C. rollandi được ghi nhận tại Côn Đảo.
Loài này sống trong các đầm phá và ra xa đến sườn dốc của rạn viền bờ ở độ sâu đến ít nhất là 35 m.

## Mô tả
Chiều dài lớn nhất được ghi nhận ở C. rollandi là 7,5 cm. C. rollandi có màu trắng nhạt, trừ vùng đầu và thân trước màu xanh lam xám sẫm. Tùy vào vị trí địa lý, quần thể của loài này có thể xuất hiện các vùng màu vàng ở phía thân sau (như hình), nhiều khả năng là đại diện cho những loài chưa dược mô tả.
Số gai ở vây lưng: 13; Số tia vây ở vây lưng: 10–11; Số gai ở vây hậu môn: 2; Số tia vây ở vây hậu môn: 12–13; Số tia vây ở vây ngực: 15; Số gai ở vây bụng: 1; Số tia vây ở vây bụng: 5; Số lược mang: 21–22; Số vảy đường bên: 14–16.

## Sinh thái học
Thức ăn của C. rollandi bao gồm tảo và động vật phù du. Chúng sống theo từng nhóm nhỏ hoặc đơn độc. Cá đực có tập tính bảo vệ và chăm sóc trứng; trứng có độ dính và bám chặt vào nền tổ.